# Nick Venet
Nick Venet (* 3. Dezember 1936 in Baltimore, Maryland als Nikolas Kostantinos Venetoulis; † 2. Januar 1998 in Los Angeles, Kalifornien) war ein US-amerikanischer Musikproduzent und Komponist griechischer Abstammung. Am bekanntesten wurde er dadurch, dass er die amerikanische Band The Beach Boys für Capitol Records unter Vertrag nahm und ihre ersten beiden Alben produzierte.

## Leben und Wirken
Venet begann seine Karriere im Alter von 17 Jahren als Komponist in New York, wo er sich mit Bobby Darin ein Büro im Brill Building teilte. Mit 19 Jahren zog Venet nach Los Angeles und begann bei World Pacific/Pacific Jazz Records zu arbeiten. Dort fand er in Lee Gillette, John Hammond, und Richard Bach Mentoren. Er verwendete in dieser Zeit den Namen seines Freundes Derry Weaver, den er für seine Kompositionen als Urheber angab. Unter dem Namen Nick Venetoulis spielte Venet einige Nebenrollen in TV-Produktionen. Zwischen 1957 und 1960 veröffentlichte Venet einige selbst gesungene Rockabilly Aufnahmen auf RCA Victor, Imperial Records und Enith Records.
1960 wechselte er schließlich zu Capitol Records, wo er anfangs als Produzent arbeitete, später stieg er zum Leiter der A&R-Abteilung auf. Venet war dafür bekannt, dass er jede seiner Single mit der Nennung von "Produziert von..." versah, was schließlich für Capitol und später bei anderen Plattenfirmen übernommen wurde. Zudem listete er auch meistens die Namen der Studiomusiker auf, welche auf den Platten mitspielten, was damals unüblich war. Bei Capitol produzierte er zunächst einige Jazz-Alben, darunter auch eines mit Ray Anthony sowie einige Rock-&-Roll-Singles die sich nicht sehr gut verkauften. 1962 nahm er schließlich die Gruppe The Lettermen für Capitol Records unter Vertrag. Wenige Monate darauf wurde er schließlich auf die Beach Boys aufmerksam und stattete sie mit einem langfristigen Vertrag aus. Venet wollte die Beach Boys auch produzieren, musste dieses Vorhaben allerdings nach zwei Alben bereits wieder aufgeben, da Brian Wilson darauf bestand, auf den weiteren Alben die Produktion zu übernehmen. Von dort an konzentrierte er sich auf seine Tätigkeit als A&R-Manager und war als freier Produzent tätig.
Über die nächsten Jahre hinweg betreute er Nat King Cole, Glen Campbell und viele weitere Künstler. Im weiteren Verlauf seiner Karriere gründete er mit dem Capitol-Vizepräsidenten Alan W. Livingston Media Arts wo er unter anderem Don McLean und Dory Previn produzierte. 1971 wechselte Venet als A&R-Leiter zu United Artists Records. In den 1990er Jahren produzierte er die CD-Fassung des Broadway-Musicals Salvation sowie 1997 das Musical The Last Session. The Last Session war tatsächlich auch die letzte Aufnahme für Nick Venet, der am 2. Januar 1998 an Krebs starb.

## Diskographie
- 1957: Flippin’ (EP)
- 1958: Love In Be Bop Time / Honey Baby
- 1960: My Dream / Lost And Found